# Automolis katriona
Automolis katriona là một loài bướm đêm thuộc phân họ Arctiinae, họ Erebidae.